# 19715 Basodino
19715 Basodino è un asteroide della fascia principale. Scoperto nel 1999, presenta un'orbita caratterizzata da un semiasse maggiore pari a 3,0686802 au e da un'eccentricità di 0,0560901, inclinata di 9,71343° rispetto all'eclittica.
L'asteroide è dedicato al Basòdino, vetta delle Alpi Lepontine  tra Canton Ticino e Piemonte.